# 希特 (伊利諾伊州卡羅爾縣)
希特（英語：Hitt）是位於美國伊利諾伊州卡洛爾縣的一個非建制地區。該地的面積和人口皆未知。

## 地理
希特的座標為41°59′41″N 89°42′08″W / 41.99472°N 89.70222°W，而該地的平均海拔高度為227米（即745英尺）。